# Lyonothamnus
Lyonothamnus é um género botânico pertencente à família Rosaceae.
1. ↑  «Lyonothamnus — World Flora Online». www.worldfloraonline.org. Consultado em 19 de agosto de 2020